# Чальчикомула-де-Сесма
Чальчикомула-де-Сесма (исп. Chalchicomula de Sesma) — муниципалитет в Мексике, штат Пуэбла, с административным центром в городе Сьюдад-Сердан. Население — 38 711 человек.

## История
Город основан в 1825 году.